# 麻生侑里
麻生 侑里（あそう ゆり、1965年1月12日 - ）は、日本の女優、声優。所属事務所は劇団青年座。長野県出身。

## 来歴
高校時代は剣道部に所属していた。
芸能関係を目指して、長野県から上京。東京アナウンス学院、青年座研究所11期卒。1987年4月から劇団青年座に所属。

## 人物
趣味は健康ランドでゆったり。

## 出演作品

### テレビドラマ
- 春日局（1989年）
- かりん（1993年） - 本間久美子 役
- 火曜サスペンス劇場（日本テレビ放送網）
  - 刑事・鬼貫八郎 第4作「ゆすり」（1994年11月8日）- 河井真二（山中篤）の同棲相手・妙子 役
  - 弁護士・朝日岳之助
    - 第6作「顔の見えない殺人者」（1995年1月10日）- 速水咲子の親友・倉橋美和 役
    - 第9作「プラス「一」の悲劇」（1997年3月4日）- クラブ「パラダイス」元・ホステス・杏子 役

  - わが町 第10作「結婚祝いで届いた毒グモは8年前に急死した男からの贈り物」（1998年3月17日）- 製薬会社研究員・石崎京子 役
- ドラマ新銀河（NHK）
  - 赤ちゃんが来た（1994年） - 藤本香菜 役
- ほんとにあった怖い話「夜のおじさん」（2005年） - 牧野弓枝 役
- 相棒 Season 6 第4話「TAXI」（2007年11月14日）- バー「優」のママ・高瀬優子役

### バラエティ
- マジカル頭脳パワー!! / マジカルミステリー劇場 第47話「beautifulな女達」（1992年、NTV） - 金山みどり 役

### 舞台
- 時代屋の女房
- 廃墟
- 見よ、飛行機の高く飛べるを
- 盟三五大切
- RAA-進駐軍特殊慰安所-[4]

### テレビアニメ
- 名探偵コナン（1996年、簱本夏江）
- ネオ アンジェリーク Abyss（2008年、校長）

### ゲーム
- エイジ オブ エンパイアIII（2006年、イサベル女王）

### 吹き替え

#### 映画
- 石ころの夢
- ヴェロシティ・ラン（ベス）
- オーメン（ケイト・ソーン〈ジュリア・スタイルズ〉）
- 恋にあこがれて in N.Y.（アマンダ〈モニカ・ポッター〉）
- この胸のときめき（グレース）
- スタートレックVI 未知の世界（ヴァレリス中尉〈キム・キャトラル〉）※ソフト版
- スパイダーウィックの謎（ヘレン・グレース）
- バットマン ※ソフト版
- バニシング・ヒート/カリブ燃える捜査線（キャシー〈セレナ・スコット・トーマス〉）※テレビ東京版
- ビッグ・バグズ・パニック（モーリン）
- 許されざる者（ディライラ・フィッツジェラルド）※テレビ版

#### ドラマ
- ER緊急救命室
  - シーズンⅣ #21（アダムス夫人〈アマンダ・ワイス〉）
  - シーズンⅨ #5（マリオン〈ダーリーン・カードン〉）
  - シーズンXI #16（ジェン・ウィットリー〈ローラ・グラウディーニ〉）
- グッド・ワイフ2
- グレイズ・アナトミー6、7
- サンフランシスコの空の下（ニナ）
- 新スタートレックシーズン2 42話「無限の大宇宙」（ソーニャ・ゴメス少尉〈リシア・ナフ〉）
- スタートレック:ディープ・スペース・ナイン（サコンナ）
- スタートレック:ピカード（ラリス〈オーラ・ブレイディ〉）
- 謀りの後宮（皇太子妃 韋氏）
- プライベート・プラクティス4
- プリズン・ブレイク（リサ・バローズ）
- ボディ・オブ・プルーフ2 死体の証言（ベネット議員）
- ミス・マープル4 ポケットにライ麦を（エレイン・フォーテスキュー）
- 名探偵ポワロ（エリノア・カーライル）
- 名探偵モンク2
- ロスト・イン・スペース（モーリーン・ロビンソン〈モーリー・パーカー〉）
- 私はラブ・リーガル2

#### アニメ
- フリージ（お化け、本屋、ケニヤ館店員、オーシャ、近所の人B・C）
- スタートレック:ローワー・デッキ（ソーニャ・ゴメス大佐）

### ラジオドラマ
- しゃべれども しゃべれども（1999年、十河五月）